# Спасский, Алексей Михайлович
Алексе́й Миха́йлович Спа́сский (1849 — 9 января 1920, Воронеж) — член III Государственной думы от Воронежской губернии, настоятель Воронежского кафедрального собора.

## Биография
Родился в семье православного священника в селе Грибоедово Моршанского уезда Тамбовской губернии. Землевладелец (110 десятин).
Первоначальное образование получил в Тамбовском духовном училище. В 1870 году окончил Тамбовскую духовную семинарию, затем Киевскую духовную академию со степенью кандидата богословия (1874).
По окончании духовной академии восемь лет состоял преподавателем латыни в Тамбовской духовной семинарии и одновременно законоучителем мужской гимназии и епархиального училища.
В январе 1880 года вступил в брак с Евгенией Михайловной, дочерью преподавателя Тамбовской духовной семинарии Михаила Петровича Кадомского.
Затем занимал должность инспектора Воронежской духовной семинарии (1882—1887).
30 октября 1884 года назначен членом епархиального училищного совета.
12 января 1885 года назначен членом совета братства святителей Митрофана и Тихона, епископов Воронежских.
С 15 декабря 1886 года состоял редактором неофициальной части «Воронежских епархиальных ведомостей». Активное сотрудничество с газетой прекратил, в силу загруженности иными делами, в 1899 году.
5 марта 1887 года назначен на должность ректора Воронежской духовной семинарии.
22 марта того же года рукоположен во священника, а 25 марта возведён в сан протоиерея.
18 августа 1889 года назначен на должность председателем братства свв. Митрофана и Тихона, на которой состоял до самой смерти.
С 21 августа 1891 года — член епархиального Комитета по сбору пожертвований в пользу пострадавших от неурожая; с 21 ноября — председатель комиссии по обработке доставляемых благочинными сведений и распределению пособий нуждающимся лицам духовного звания.
9 января 1892 года назначен членом Воронежского Губернского комитета для оказания помощи пострадавшим от неурожая.
С 10 января по 1 августа 1897 года исправлял должность председателя епархиального училищного совета.
С 17 июня до 28 августа 1898 года состоял инспектором педагогических курсов для учителей и учительниц Воронежской епархии.
В 1898 году постановлением Воронежского дворянского депутатского собрания семья Спасских была внесена в 3-ю часть дворянской родословной книги Воронежской губернии. Департамент герольдии Сената утвердил постановление в мае 1899 года.
18 июля 1900 года назначен настоятелем Троицкого кафедрального собора города Воронежа.
В 1906—1910 гг состоял в Воронежском церковном историко-археологическом комитете.
После провозглашения Октябрьского манифеста стал одним из организаторов Воронежского отдела Союза 17 октября, до 1908 года был членом его бюро. Выступал за сближение октябристов с Союзом русского народа и Всероссийским национальным союзом. Сотрудничал в правой воронежской газете «Живое слово», был членом редакции.
В 1907 году был избран членом III Государственной думы от Воронежской губернии. Входил во фракцию октябристов. В 1908 году покинул фракцию из-за несогласия с линией Гучкова и организовал группу правых октябристов. Состоял членом комиссий: по вероисповедным вопросам, по делам православной церкви и по народному образованию.
С октября 1907 по 1912 год большей частью пребывал в Петербурге, куда его призывали обязанности депутата III Государственной Думы.
Расстрелян 9 января 1920 года. Предполагают, что семидесятилетний митрофорный протоиерей оказался в числе тех, кто пострадал вместе с архиепископом Тихоном (Никаноровым). В этот день вместе с правящим архиереем было казнено 160 иереев.

## Литературные труды
Автор мемуарных очерков об архиепископе Димитрии (Самбикине) («Воронежская старина», Выпуск 8), секретаре духовной консистории А. М. Правдине («Воронежская старина», Выпуск 7). Составитель указателя публичной неофициальной части «Воронежских епархиальных ведомостей» за 1890—1900 годы. В эпистолярной коллекции Государственного архива Воронежской области (фонд 44) сохранилась переписка Спасского со священником В. В. Гурьевым за 1880-е годы.

## Награды
- Орден Святого Станислава 3-й ст.;
- Орден Святой Анны 3-й ст.;
- Орден Святой Анны 2-й ст.;
- Орден Святого Владимира 4-й ст.;
- Орден Святого Владимира 3-й ст.;
- Орден Святой Анны 1-й ст.

церковные:
- наперсный крест с украшениями из кабинета Его Императорского Величества (1906);
- митра (1913).